# Pedagogická praxe
Pedagogická praxe je čas studentů pedagogického vzdělání strávený propojováním svých znalostí s praktickou činností. Cílem pedagogické praxe je připravit budoucí učitele na výkon jejich povolání. Mimo jiné se zaměřuje na rozvoj učitelských kompetencí ve všech směrech.  Pedagogická praxe je součástí studia pedagogiky na vysokých a středních školách v České republice. Podle zákona 563/2004 Sb. je pedagogická praxe definována jako výkon přímé pedagogické činnosti.  V praxích budoucích pedagogů je klíčové těsné provázání s teorií, pomocí hodnotné reflexe a sebereflexe. 

## Kompetence budoucího učitele
Student pedagogiky by měl mít určité základní kompetence. Jedná se o soubor profesních kvalit studenta učitelství, který formulujeme na základě teoretického konceptu klíčových kompetencí učitele. 
Student by měl při pedagogické praxi nabýt kompetencí ve třech oblastech
- Kompetence projektové
- Kompetence realizační
- Kompetence reflektivní[1]

## Délka praxe
Délka pedagogické praxe v případě učitelství prvního stupně ZŠ tvoří minimálně 10 % studia a v případě učitelství druhého stupně ZŠ a SŠ je tento podíl 8 % celkového studia.  Na vysokých školách se délka pedagogické praxe liší, ale podle Rámcových požadavků na studijní programy má být praxe v rozsahu nejméně 10 % studia.

## Příprava pedagoga na výuku
Forma přípravy, kterou si pedagog stanoví, není nijak vymezena. Pedagog si vytváří vlastní systém a styl výuky, ve které jsou obsaženy jeho edukační cíle. Hlavním záměrem přípravy učitele je, aby výuka byla smysluplná a účelná. 
Úrovně plánování přípravy pedagoga
1. Studium školního vzdělávacího programu, učebnic, učebních materiálů atd.
2. Tvorba časově-tematického plánu
3. Didaktická analýza učiva
4. Příprava na vyučovací hodinu [1]

## Provázející učitel
Během praxe student spolupracuje s provázejícím učitelem. Provázející učitel je zkušený pedagog s dlouholetou praxí. Student společně s provázejícím učitelem výuku připravuje, realizuje a následně reflektuje. 